# 이무명
2무명(二無明) 또는 2종무명(二種無明)은 다음 중 어느 하나를 뜻한다.
1. 독두무명(獨頭無明)과 상응무명(相應無明)
2. 견고소단(見苦所斷)의 무명과 견집소단(見集所斷)의 무명

## 독두무명과 상응무명
2무명(二無明) 또는 2종무명(二種無明)은 6근본번뇌 · 6수면 또는 10수면 가운데 하나인 무명(無明)이 다른 근본번뇌 즉 수면(隨眠)과 상응하지 않고 홀로 생기(生起)하는지 혹은 상응하면서 생기하는지에 따라 구분한, 독두무명(獨頭無明)  · 상응무명(相應無明)을 말한다. 독두무명은 불공무명(不共無明)이라고도 하고 상응무명은 공무명(共無明)이라고도 한다.

## 견고소단과 견집소단의 무명
2무명(二無明)은 설일체유부의 번뇌론에서, 견고소단의 무명 · 유신견 · 변집견 · 사견 · 견취 · 계금취 · 의(疑)의 7가지와 견집소단의 무명 · 사견 · 견취 · 의(疑)의 4가지를 합한 총 11가지의 변행수면 가운에 견고소단의 무명과 견집소단의 무명의 2가지를 통칭하는 낱말이다.

## 참고 문헌
- 운허.  동국역경원 편집, 편집. 《불교 사전》. |title=에 외부 링크가 있음 (도움말)
- (중국어) 세친 조, 현장 한역 (T.1558). 《아비달마구사론(阿毘達磨俱舍論)》. 대정신수대장경. T29, No. 1558, CBETA. |title=에 외부 링크가 있음 (도움말)